# Бен-Невіс
Бен-Невіс (англ. Ben Nevis, шотл. гел. Beinn Nibheis) — найвища гора Шотландії, Великої Британії та Британських островів взагалі. Вершина 1345 м над рівнем моря є найвищою точкою у будь-якому напрямку протягом 739 кілометрів. Бен-Невіс стоїть на західному краю Грампіанських гір у нагір'ї Лохабер, недалеко від міста Форт-Вільям.
Гора є популярним місцем піших сходжень, яких проходить понад 130 000 на рік, приблизно три чверті з котрих проходять гірською стежкою через розпадину Ґлен-Невіс. 700-метрові скелі північної стіни є одними з найвищих у Шотландії, пропонуючи альпіністам шляхи скелелазіння і скремблінґу всіх рівнів складності. Також воно є основними місцем в Шотландії для льодолазіння.
На вершині, яка є обваленим куполом стародавнього вулкана, знаходяться руїни обсерваторії, в якій стало працював персонал з 1883 по 1904 рік. Метеорологічні дані, зібрані протягом цього періоду, досі важливі для розуміння погоди в шотландських горах. Завдяки праці в цій обсерваторії Чарльз Вільсон був натхненний на винахід пристроя, відомого як хмарна камера Вільсона.

## Етимологія
Ben Nevis є англізованою назвою шотландського гельського Beinn Nibheis. Хоча Beinn — звичайне гельське слово, що означає «гора», значення Nibheis неясне.
Nibheis може зберігати в собі раннішу піктську форму *Nebestis або *Nebesta, що включає кельтський корінь *neb, що означає «хмари» (порівняйте валлійське nef), таким чином назва може тлумачится як «Хмарна гора».
Nibheis також може походити від слів nèamh, що означає «небеса» (споріднене із сучасним шотландським гельським словом neamh — «яскравий, сяючий»), та bathais — «верхівка голови». Отже, Beinn Nibheis може походити від beinn nèamh-bhathais, «гора з верхівкою в хмарах» або «небесна гора».
Інакше, шотландське гельське слово neimh може перекласти як «злість» або «отрута», тобто «злобна або отруйна гора», ймовірно, описуючи бурі, що охоплюють вершину.
Nibheis також може бути формою родового відмінка чоловічого (божого?) імені. Річ могла йти про бога Луг, чиє місце поклоніння часто знаходилося на гірських вершинах усім кельтським світом, від чого могла піти назва «божа гора».
Місцеві жителі та приїжджі знають гору просто як Бен (англ. the Ben).

## Географія
Бен-Невіс утворює гірський масив зі своїми сусідками на північному сході: Кхарн-Моор-Тєрек, Инах-Пек та Инах-Моор. Усі чотири є горами-мунро і серед одинадцяти гір Шотландії понад 1200 м заввишки (дев'ять з котрих числяться серед мунро).

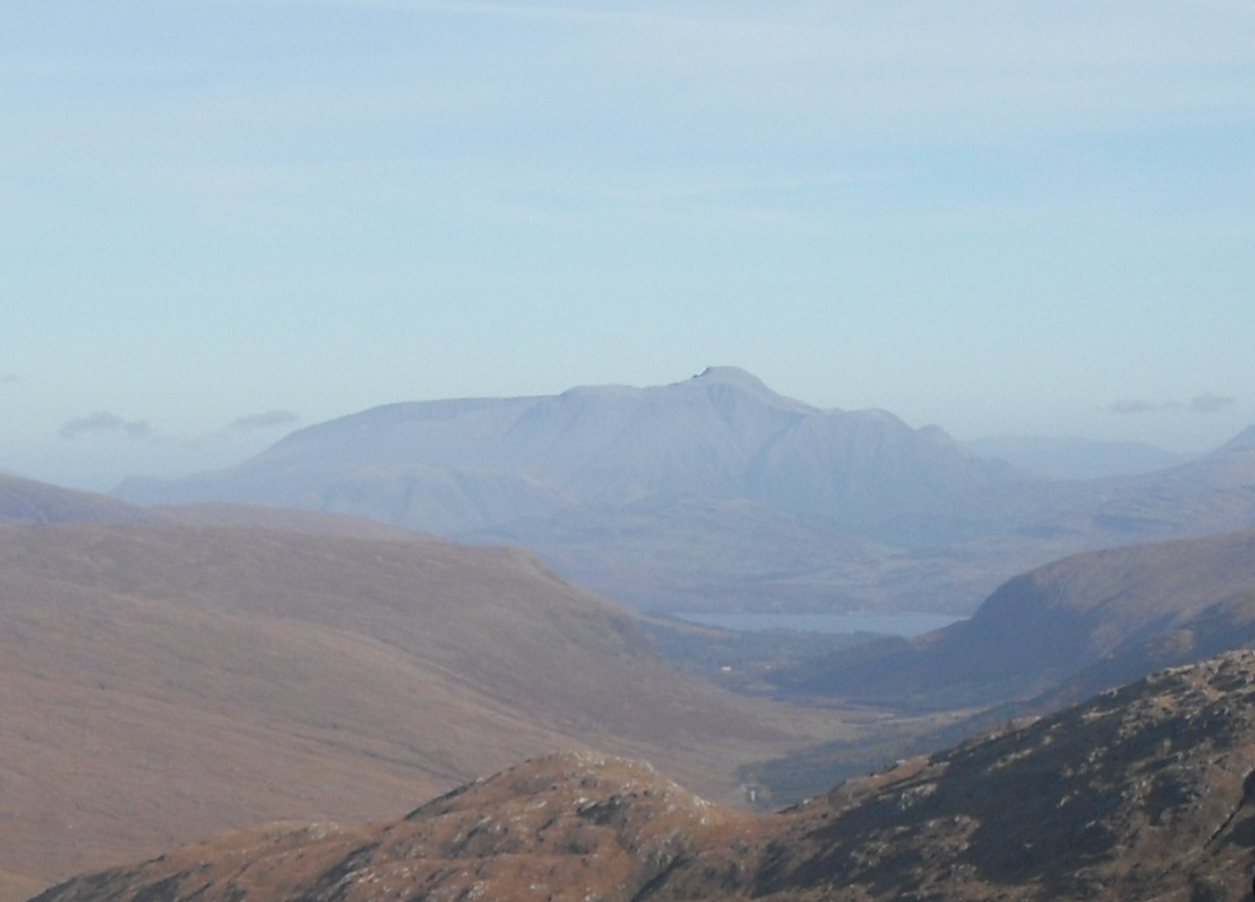
Західний схил масиву Невіс, вид з гори Сґуур-Гоовнил (гора, Шотландія)

Західний і південний схили Бен-Невісу височіють на 1200 метрів, на 2 кілометри супроводжуючи річку Невіс по Ґлен-Невісу — найдовшому і найкрутішому схилу у Британії. На півночі, навпаки, скелі обриваються приблизно на 600 метрів у кар Кхорє-Леш (шотл. гел. Coire Leis [ˈkʰɔɾʲə ˈleʃ]).

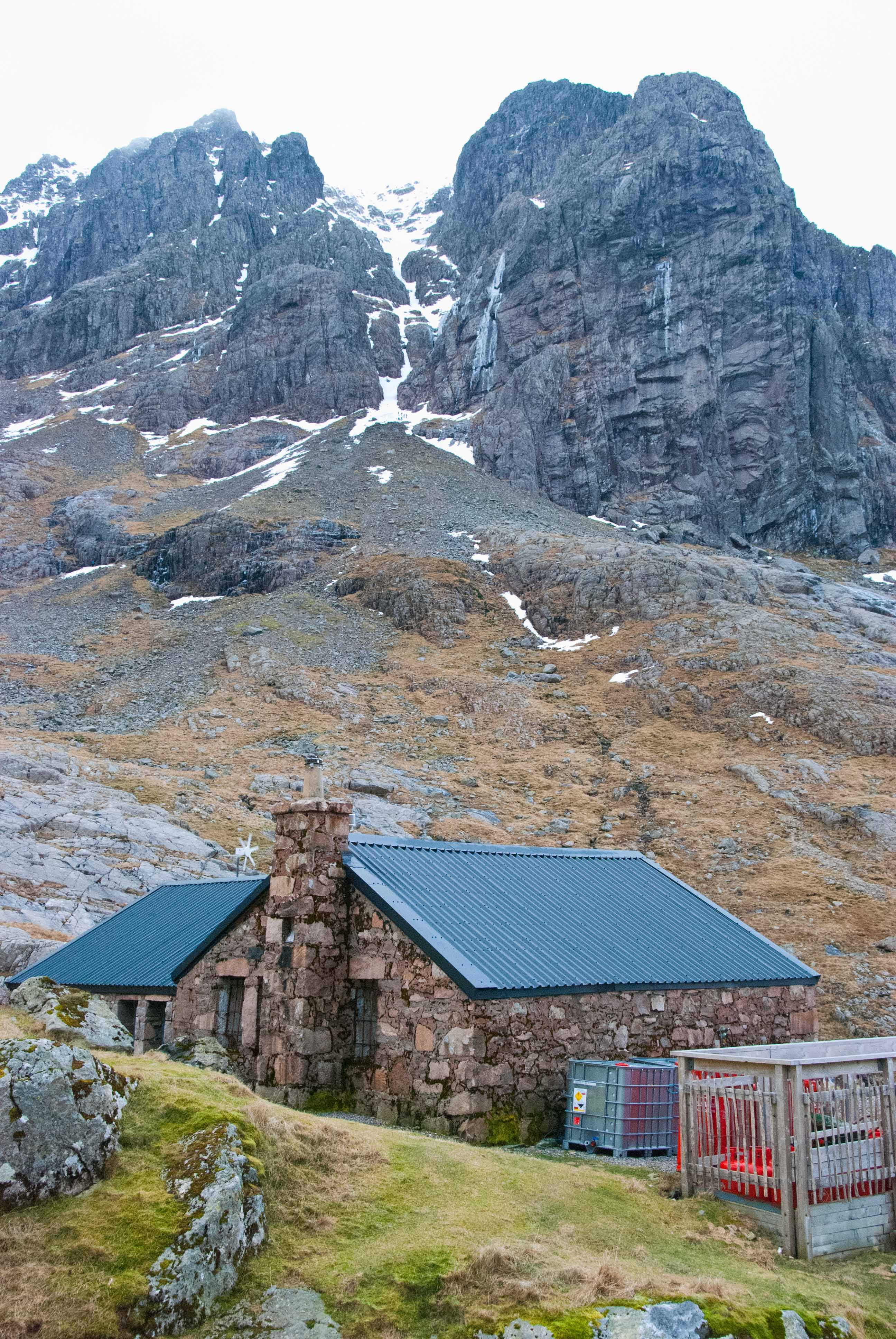
Пам'ятна хатина Чарльза Інґліса Кларка з горою Кхарн-Тєрек позаду

Спуск за 200 метрів від цьог льодовикового кару веде до Меморіальної хатини Чарльза Інґліса Кларка, приватної гірської хатини на висоті 680 метрів над рівнем моря, що належить Шотландському альпіністському клубу і використовується як база для багатьох альпіністських маршрутів на північному схилі гори. Хатина знаходиться прямо над злиттям річок Альт-а-Вилінг (Allt a' Mhuilinn) та Альт-Кхорє-на-Кхісте (Allt Coire na Ciste).

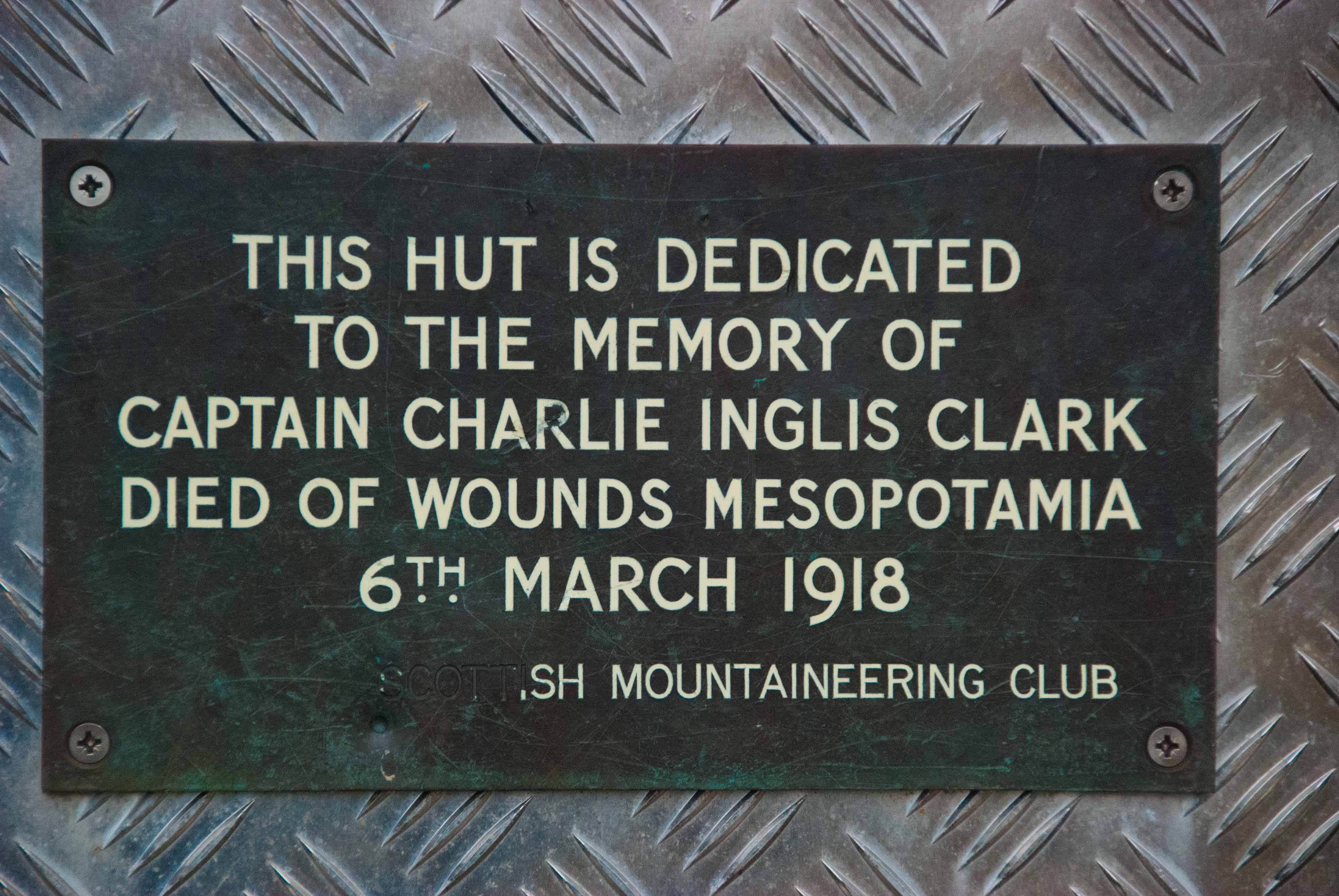
Меморіальна дошка на дверях хатини Чарльза Інґліса Кларка

На додаток до головної вершини висотою 1345 метрів, Бен-Невіс має дві допоміжні «вершини», зазначені в таблицях гір-манро, обидві з котрих називаються Càrn Dearg («червоний пагорб»). Найвища з них, на висоті 1221 метрів, знаходиться на північному заході, і її часто приймають за основну вершину Бен-Невісу, якщо дивитися з околиць Форт-Вільяму. Інший Карн-Тєрек (1020 м) виступає з Ґлен-Невісу на південно-західній стороні гори. Більш низький пагорб, Мел ан т-Сиге (Meall an t-Suidhe, 711 м), знаходиться далі на захід, утворюючи сідловину з Бен-Невісом, яка містить невеличке озеро Лохан Мел ан т-Сиге (Lochan Meall an t-Suidhe). Популярна туристична стежка з Ґлен-Невіс огинає схил цього пагорба, а потім піднімається широким західним схилом Бен-Невіса.

### Геологія
Бен-Невіс — це все, що залишилося від девонського вулкану, що вибухнув у кам'яновугільному періоді близько 350 мільйонів років тому. Свідчення коло вершини показують, що світлий граніт (що остиг у підземних камерах на кілька кілометрів нижче поверхні) лежить серед темних базальтових лав (які утворюються лише на поверхні). Два шари, що лежать один на одному, свідчать про те, що величезний вулкан звалився сам на себе, викликавши вибух, який можна порівняти з вибухом Санторіні (2-е тисячоліття до н. е.) або Кракатау (1883 р.). Гора є усім, що залишилося від внутрішнього купола вулкана, що вибухнув. Його сучасна вигляд багато в чому утворився внаслідок зледеніння.
Дослідження показали, що магматичні породи девонської доби (близько 400 мільйонів років тому) проникають у навколишні метаморфічні сланці; інтрузії набувають вигляду серії концентричних кільцевих дайок. Найвнутрішніший з них, відомий як Внутрішній граніт, становить південну частину гори над озером Лохан Мел ан т-Сиге, а також сусідній хребет Кхарн-Моор-Тєрек. Пагорб Мел ан т-Сиге утворений частиною Зовнішнього граніту, що має червонуватіший колір. Сам купол вершини разом із крутими північними скелями складається з андезитових і базальтових лав.

### Клімат

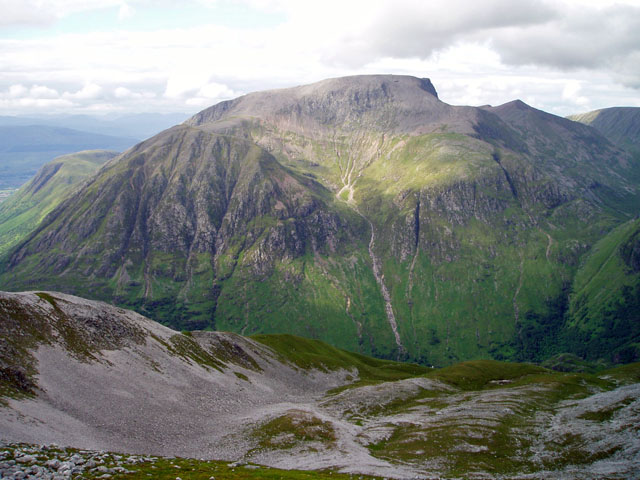
Крутий південний схил Бен-Невіса з боку гори Сґуур-а-Веем (Sgurr a' Mhàim)

Бен-Невіс має високогірний (альпійський) морський (океанічний) полярний клімат (за класифікацією Кеппена). Висота Бен-Невіса, морське розташування і топографія часто призводять до морозних та хмарних погодних умов, які можуть становити небезпеку для погано споряджених пішоходів. Згідно зі спостереженнями, проведеними в обсерваторії з 1883 по 1904 рік, туман на вершині стояв майже 80 % часу з листопада по січень і 55 % часу в травні і червні. Середня зимова температура становила близько −5 °C, а середньомісячна температура за рік — −0,5 °C. У середньому на рік на вершині буває 261 випадок шторму та 4350 міліметрів опадів, у порівнянні з лише 2050 міліметрами у сусідньому Форт-Вільямі, 840 міліметрами в Інвернессі та 580 міліметрами в Лондоні. Сніг можна знайти на горі майже цілий рік, особливо в ярах північного схилу — у верхів'ї коло Обсерваторії Ґаллі сніг тримається до вересня більшості років, а іноді й до нових снігів наступної пори.
У наступній таблиці наведено дані про погоду для гори Инах-Моор (Aonach Mòr), розташованої за 3,71 км на північний схід від Бен-Невіса і приблизно на 200 метрів нижче; з огляду на дуже подібну погоду.
| Клімат гори Инах-Моор (1130 м), середнє за 1991–2020 рр. | Клімат гори Инах-Моор (1130 м), середнє за 1991–2020 рр. | Клімат гори Инах-Моор (1130 м), середнє за 1991–2020 рр. | Клімат гори Инах-Моор (1130 м), середнє за 1991–2020 рр. | Клімат гори Инах-Моор (1130 м), середнє за 1991–2020 рр. | Клімат гори Инах-Моор (1130 м), середнє за 1991–2020 рр. | Клімат гори Инах-Моор (1130 м), середнє за 1991–2020 рр. | Клімат гори Инах-Моор (1130 м), середнє за 1991–2020 рр. | Клімат гори Инах-Моор (1130 м), середнє за 1991–2020 рр. | Клімат гори Инах-Моор (1130 м), середнє за 1991–2020 рр. | Клімат гори Инах-Моор (1130 м), середнє за 1991–2020 рр. | Клімат гори Инах-Моор (1130 м), середнє за 1991–2020 рр. | Клімат гори Инах-Моор (1130 м), середнє за 1991–2020 рр. | Клімат гори Инах-Моор (1130 м), середнє за 1991–2020 рр. |
| Показник                                                 | Січ.                                                     | Лют.                                                     | Бер.                                                     | Квіт.                                                    | Трав.                                                    | Черв.                                                    | Лип.                                                     | Серп.                                                    | Вер.                                                     | Жовт.                                                    | Лист.                                                    | Груд.                                                    | Рік                                                      |
| Середній максимум, °C                                    | 0,3                                                      | −0,2                                                     | 0,9                                                      | 3,2                                                      | 6,2                                                      | 8,3                                                      | 10,3                                                     | 10,0                                                     | 8,3                                                      | 4,8                                                      | 2,1                                                      | 0,8                                                      | 4,6                                                      |
| Середня температура, °C                                  | −0,7                                                     | −1,8                                                     | −1,2                                                     | 0,8                                                      | 4,0                                                      | 6,7                                                      | 7,9                                                      | 7,9                                                      | 7,2                                                      | 3,3                                                      | 1,3                                                      | −1,4                                                     | 2,9                                                      |
| Середній мінімум, °C                                     | −1,7                                                     | −3,4                                                     | −3,3                                                     | −1,5                                                     | 1,9                                                      | 5,1                                                      | 5,5                                                      | 5,8                                                      | 6,1                                                      | 1,8                                                      | 0,5                                                      | −3,6                                                     | 1,1                                                      |
| -------------------------------------------------------- | -------------------------------------------------------- | -------------------------------------------------------- | -------------------------------------------------------- | -------------------------------------------------------- | -------------------------------------------------------- | -------------------------------------------------------- | -------------------------------------------------------- | -------------------------------------------------------- | -------------------------------------------------------- | -------------------------------------------------------- | -------------------------------------------------------- | -------------------------------------------------------- | -------------------------------------------------------- |

## Історія
Уперше підкорена 17 серпня 1771 року Джеймсом Робертсоном (James Robertson).
Етимологія назви точно не визначена. Перша його частина походить від ґельськ. beinn, що значить вершина. Друга частина назви ймовірно виходить корінням до ґельськ. neb, що значить злобна або страхітлива, або перекладається як морозний уступ — від ґельськ. neamh (морозне повітря) і bhathais (уступ, брівка гори).
Кліматичні умови в цьому краю дуже суворі. Небо над Бен-Невісом 355 днів в році затягнуте хмарами, 261 разів на рік трапляються сильні бурі і випадає до 4350 мм опадів щорічно — удвічі більше, ніж у розташованому поряд місті Форт-Вільям, і всемеро більше, ніж в Единбурзі або Лондоні.
За гарної погоди з вершини відкривається незвичайно мальовничий краєвид на 200 км навколо — видні сусідні піки Бен-Ломонд, Бен-Лоуєрс, Карн-Ейг, Ліатах, Лохнагар, Морвен і Сгурр-на-Кайх, вершини Кернгормськіх гір, острова Арран і Джура. 300 м північна стіна є найбільшою скелею в Британії.
У 1870-х роках Шотландська Метеорологічна Спільнота (SMS) запропонувала звести на вершині пункт метеоспостереження. Влітку 1881 Clement Lindley Wragge розпочав будівництво й 17 жовтня 1883 станцію було відкрито. Вона пропрацювала до 1904 року, коли закрили через недостатнє фінансування британським урядом.

## Ґуральня «Бен-Невіс»
Ґуральня Ben Nevis — віскікурня з виробництва односолодового шотландського віскі, розташована біля підніжжя однойменної гори, неподалік місту Вікторія на північ від Форт-Вільяма. Заснована 1825 року Джоном Макдональдом (відомим як «Довготелесий Джон» (Long John), вона є однією з найстаріших ліцензованих віскікурень у Шотландії та популярною пам'яткою Форт-Вільяма. Вода, використовувана для виготовлення віскі, надходить із Аллт-а-Виїлін (Allt a' Mhuilinn) — струмка, що витікає з річки на півночі Бен-Невісу. Органічний ель «Бен Невіс» 80/‒ варять у Брідж-оф-Аллан поблизу Стерлінґа.